# JK Narva Trans
JK Narva Trans är en fotbollsklubb från Narva i Estland, startad 1979. Laget spelar i den estniska högsta ligan för fotboll som kallas Meistriliiga. JK Trans Narva mötte Gefle IF i kvalet till Europa League 2013. Man förlorade båda matcherna. Med 0-3 hemma och 1-5 borta.

## Meriter
- Meistriliiga, tvåa: 2006
- Meistriliiga, trea: 1995, 2005, 2008, 2010 och 2011
- Estländska cupen, segrare: 2001, 2019, 2023
- Estländska cupen, finalister: 1994, 2007, 2011, 2012
- Estländska supercupen, segrare: 2007, 2008

JK Trans Narva i Europa:
- Intertotocupen: 1996, 1998, 1999, 2000, 2003, 2004, 2005, 2006, 2008
- Uefacupen: 2001, 2007
- Uefa Europa League: 2009, 2010, 2011

## Placering tidigare säsonger
| Säsong  | Nivå | Liga         | Pos. | Referens |
| ------- | ---- | ------------ | ---- | -------- |
| 1997/98 | 1    | Meistriliiga | 4    | [ 2 ]    |
| 1998    | 1    | Meistriliiga | 4    | [ 3 ]    |
| 1999    | 1    | Meistriliiga | 4    | [ 4 ]    |
| 2000    | 1    | Meistriliiga | 5    | [ 5 ]    |
| 2001    | 1    | Meistriliiga | 4    | [ 6 ]    |
| 2002    | 1    | Meistriliiga | 4    | [ 7 ]    |
| 2003    | 1    | Meistriliiga | 4    | [ 8 ]    |
| 2004    | 1    | Meistriliiga | 4    | [ 9 ]    |
| 2005    | 1    | Meistriliiga | 3    | [ 10 ]   |
| 2006    | 1    | Meistriliiga | 2    | [ 11 ]   |
| 2007    | 1    | Meistriliiga | 4    | [ 12 ]   |
| 2008    | 1    | Meistriliiga | 3    | [ 13 ]   |
| 2009    | 1    | Meistriliiga | 3    | [ 14 ]   |
| 2010    | 1    | Meistriliiga | 3    | [ 15 ]   |
| 2011    | 1    | Meistriliiga | 3    | [ 16 ]   |
| 2012    | 1    | Meistriliiga | 4    | [ 17 ]   |
| 2013    | 1    | Meistriliiga | 7    | [ 18 ]   |
| 2014    | 1    | Meistriliiga | 8    | [ 19 ]   |
| 2015    | 1    | Meistriliiga | 6    | [ 20 ]   |
| 2016    | 1    | Meistriliiga | 8    | [ 21 ]   |
| 2017    | 1    | Meistriliiga | 5    | [ 22 ]   |
| 2018    | 1    | Meistriliiga | 4    | [ 23 ]   |
| 2019    | 1    | Meistriliiga | 6    | [ 24 ]   |
| 2020    | 1    | Meistriliiga | 8    | [ 25 ]   |
| 2021    | 1    | Meistriliiga | 6    | [ 26 ]   |
| 2022    | 1    | Meistriliiga | 7    | [ 27 ]   |
| 2023    | 1    | Meistriliiga | 8    | [ 28 ]   |
| 2024    | 1    | Meistriliiga | 6    | [ 29 ]   |

### Fotnoter
1. ↑  ”JK Trans Narva”. AIKF FF. http://www.aik.se/fotboll/statistik/opponent.php?id=1991. Läst 1 september 2017.
2. ↑  http://www.rsssf.com/tablese/est97.html
3. ↑  http://www.rsssf.com/tablese/est98.html
4. ↑  http://www.rsssf.com/tablese/est99.html
5. ↑  http://www.rsssf.com/tablese/est00.html
6. ↑  http://www.rsssf.com/tablese/est01.html
7. ↑  http://www.rsssf.com/tablese/est02.html
8. ↑  http://www.rsssf.com/tablese/est03.html
9. ↑  http://www.rsssf.com/tablese/est04.html
10. ↑  http://www.rsssf.com/tablese/est05.html
11. ↑  http://www.rsssf.com/tablese/est06.html
12. ↑  http://www.rsssf.com/tablese/est07.html
13. ↑  http://www.rsssf.com/tablese/est08.html
14. ↑  http://www.rsssf.com/tablese/est09.html
15. ↑  http://www.rsssf.com/tablese/est2010.html
16. ↑  http://www.rsssf.com/tablese/est2011.html
17. ↑  http://www.rsssf.com/tablese/est2012.html
18. ↑  http://www.rsssf.com/tablese/est2013.html
19. ↑  http://www.rsssf.com/tablese/est2014.html
20. ↑  http://www.rsssf.com/tablese/est2015.html
21. ↑  http://www.rsssf.com/tablese/est2016.html
22. ↑  http://www.rsssf.com/tablese/est2017.html
23. ↑  http://www.rsssf.com/tablese/est2018.html
24. ↑  http://www.rsssf.com/tablese/est2019.html
25. ↑  http://www.rsssf.com/tablese/est2020.html
26. ↑  http://www.rsssf.com/tablese/est2021.html
27. ↑  http://www.rsssf.com/tablese/est2022.html
28. ↑  http://www.rsssf.com/tablese/est2023.html
29. ↑  http://www.rsssf.com/tablese/est2024.html